# قطعنامه ۴۱۴ شورای امنیت
قطعنامه ۴۱۴ شورای امنیت سازمان ملل متحد که در تاریخ ۱۵ سپتامبر ۱۹۷۷ تصویب شد، سندی بین‌المللی دربارهٔ قبرس است. این قطعنامه طی نشست ۲٬۰۳۲ام تصویب شد.